# 봉산군 (대한민국)
봉산군(鳳山郡)은 대한민국 황해도에 있는 대한민국의 군이다. 이북5도위원회가 관리하는 명목상의 행정 구역이다. 황해도 중부에 위치한 군이다. 광복 당시에는 사리원읍을 포함한 1개 읍, 13개 면이었으나, 이북5도위원회에서는 사리원시를 봉산군에서 분리된 행정 구역으로 인정하고 있다. 이에 따라 봉산군의 면적은 805.13km2이며, 13개 면, 120개 리를 관할하고 있다. 군청소재지는 동선면 조양리이다.

## 행정 구역
| 면             | 면적(km2) | 리 숫자 | 리(里) |
| -------------- | --------- | ------- | --- |
| 구연면(龜淵面) | 59.74     | 8       | 관대(館垈) 탑촌(塔村) 구산(九山) 화간(花間) 신원(新院) 상동(上東) 송정(松亭) 구룡(九龍)                                                                              |
| 기천면(岐川面) | 67.8      | 7       | 냉정(冷井) 기산(岐山) 묵천상(墨川上) 묵천중(墨川中) 묵천하(墨川下) 어사(御史) 송탄(松灘)                                                                             |
| 덕재면(德在面) | 89.13     | 9       | 대창(大昌) 봉양(鳳陽) 청룡(靑龍) 적성(赤城) 대구(大九) 소구(小九) 덕성(德城) 화전(花田) 작시(勺詩)                                                                   |
| 동선면(洞仙面) | 62.68     | 9       | 조양(朝陽) 기양(岐陽) 선령(仙嶺) 도덕(道德) 도림(桃林) 구암(龜巖) 청룡(靑龍) 독정(獨亭) 고산(高山)                                                                   |
| 만천면(萬泉面) | 19.78     | 6       | 선정(蟬井) 광성(廣城) 유정(楡亭) 해당(海棠) 만금(萬金) 길성(吉星) |
| 문정면(文井面) | 38.35     | 8       | 송산(松山) 어수(御水) 구룡(九龍) 석성(石城) 태봉(胎封) 용담(龍潭) 지탑(智塔) 월성(月城)                                                                              |
| 사인면(舍人面) | 65.7      | 15      | 계동(桂東) 국사(國祀) 대룡(大龍) 만화(萬和) 용림(龍林) 영중(嶺中) 안곡(安谷) 산산(蒜山) 문구(文龜) 용현(龍峴) 내요(內堯) 봉의(鳳儀) 검천(劒川) 명류(明柳) 월산(月山) |
| 산수면(山水面) | 113.85    | 9       | 용현(龍峴) 고려(高麗) 천덕(天德) 청송(靑松) 성수(聖壽) 오봉(五峰) 내성(內城) 망정(望亭) 관정(館亭)                                                                   |
| 서종면(西鍾面) | 36.99     | 11      | 대한(大閑) 흥수(興壽) 묘송(妙松) 간촌(間村) 온채(溫寨) 추진(楸津) 홍(弘) 예로(禮老) 화(禾) 단장(丹檣) 노산(魯山)                                                     |
| 쌍산면(雙山面) | 72.69     | 7       | 송정(松亭) 궁대(宮垈) 전산(錢山) 갈현(葛峴) 화양(花陽) 요강(要江) 용산(龍山)                                                                                         |
| 영천면(靈泉面) | 20.43     | 8       | 미곡(嵋谷) 가산(佳山) 갑현(甲峴) 강락(江樂) 길상(吉祥) 수성(壽城) 경천(敬天) 해서(海西)                                                                              |
| 초와면(楚臥面) | 85.27     | 14      | 은파(銀波) 덕암(德巖) 초구(楚邱) 세류(細柳) 용석(龍石) 회루(回樓) 양동(養洞) 관수(寬秀) 태안(太安) 입봉(立峰) 대청(大靑) 구암(龜巖) 장산(長山) 유정(柳亭)            |
| 토성면(土城面) | 66.6      | 9       | 마산(馬山) 비정(碑井) 무정(武井) 토성(土城) 나산(羅山) 가촌(佳村) 율(栗) 함릉(咸陵) 창촌(倉村)                                                                       |

## 참고 문헌
- “황해도 시군 소개”. 이북5도위원회.
- “황해도 기구 및 정원”. 이북5도위원회.

## 같이 보기
- 봉산군